# Паласио Корреос (Мехико)
Паласио Корреос (Мехико) (исп. Palacio de Correos de Mexico, Почтовый дворец Мехико), также известный как Главный почтамт (Correo Mayor). Расположен в историческом центре Мехико на улице Эхе Сентраль, вблизи от Дворца изящных искусств. Был построен в 1907 году, когда местная почта стала отдельным государственным учреждением. Его дизайн и конструкция были очень передовыми для того времени, включая весьма эклектичный стиль, представляющий причудливое смешение нескольких стилей. В 1950-х здание было перестроено таким образом, что это увеличило нагрузку на конструкцию в результате чего, когда в Мехико в 1985 году произошло землетрясение, здание было сильно повреждено. Проведённые в 1990-х годах реставрационные работы вернули занию первоначальные конструкцию и облик.

## История

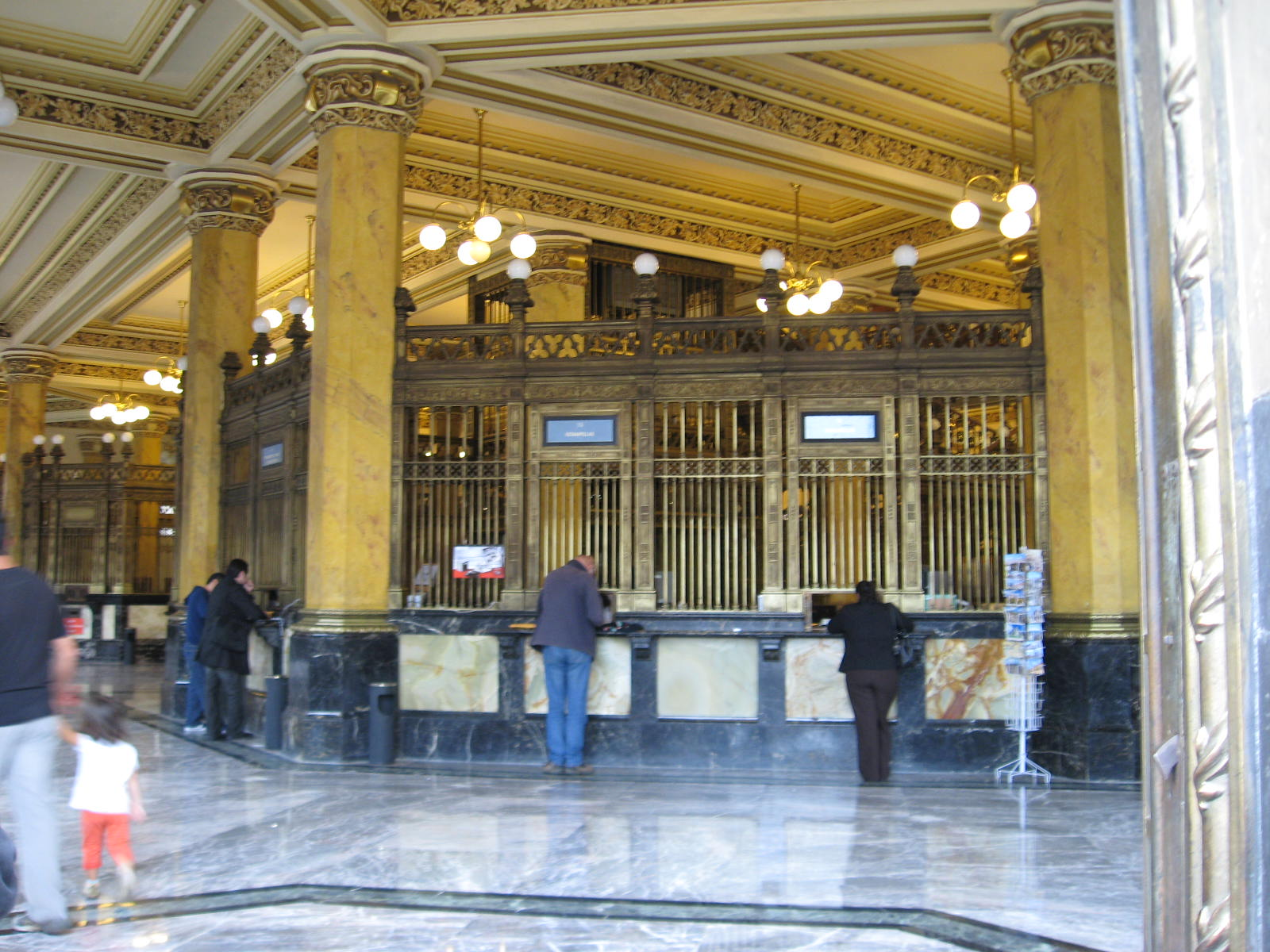
Два служебных окна вблизи от центрального входа

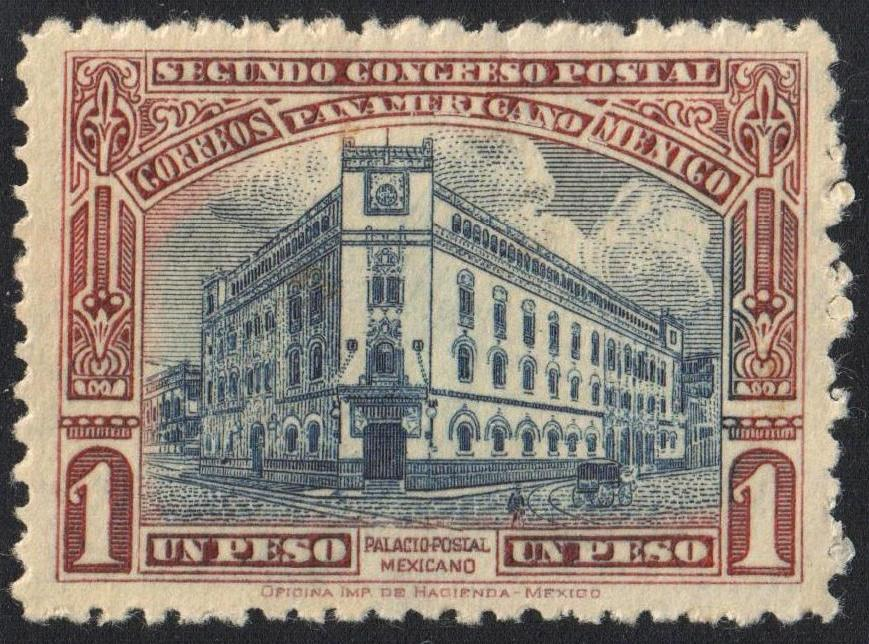
Дворец почты на марке Мексики (1926)

В 1901 году Генеральная дирекция почты, ранее бывшая административным подразделением Министерства связи и транспорта, была преобразована в отдельное правительственное учреждение. Затем было решено, что это учреждение должно иметь своё собственное здание, отчасти из-за того, что объём корреспонденции, обрабатываемой в то время ежегодно составлял около 130 миллионов отправлений.
В качестве проектировщика был выбран итальянский архитектор Адамо Боари. Дизайн здания эклектичен, но Боари удалось объединить стили используемые в здании. Руководил строительством военный инженер Гонсало Гарита и Фронтера. Под застройку был выбран участок принадлежавший ранее больнице францисканцев-терциариев снесённой в 1902 году. Фундамент был создан по новой технологии и состоял из бетонной плиты толщиной 70 см усиленной стальными балками. Фундамент создали в Нью-Йорке фирмой Милликен Бразерс и отправили в Месику в 1903 году. Первый камень здания был заложен 14 сентября 1902 года, а само строительство продолжалось ещё пять лет. В 1907 году здание было открыто тогдашним президентом Мексики Порфирио Диасом, символически вбросившем в почтовый ящик две открытки, одна из которых была адресована в Мехико, а вторая — в другой населённый пункт страны. В течение некоторого времени после постройки здание назвалось Quinta Casa de Correos (Пятый дом почты), поскольку это было пятое здание, в котором размещались почтовые службы Мехико.
Почтовая служба работает в здании непрерывно с 1907 года, однако в 1950-х годах растущая экономика вынудила расположенный по соседству Банк Мексики занять большую часть Паласио Корреос. Для соединения обоих зданий были выстроены два прохода. Реконструкция для банка уничтожила большую часть декора на части здания. В результате реконструкции был также увеличен вес здания, что вызвало перегрузку стального каркаса. Возможно, это послужило причиной его повреждения в результате землетрясения в Мехико 1985 года.

## Описание

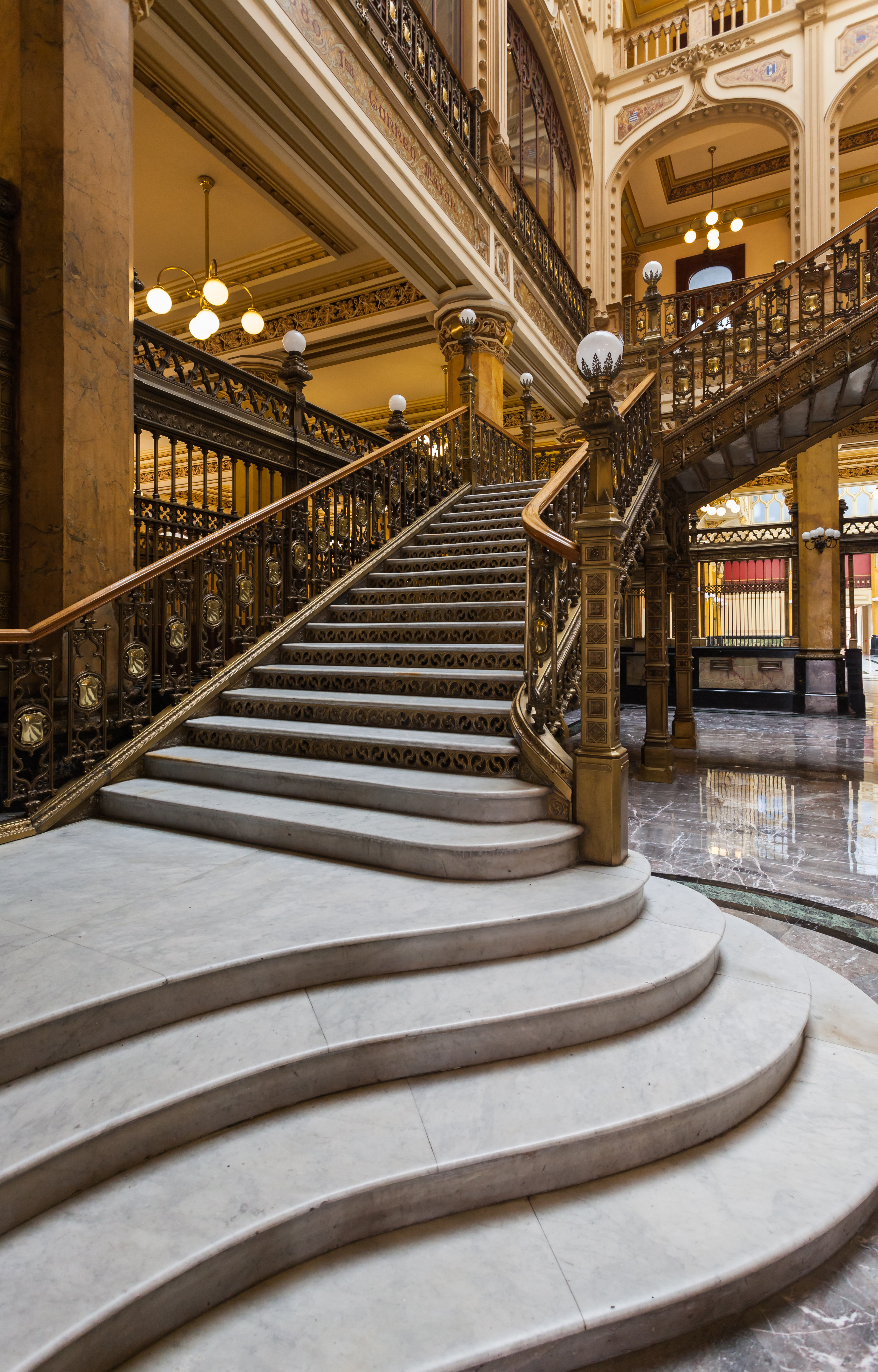
Боковые лестницы

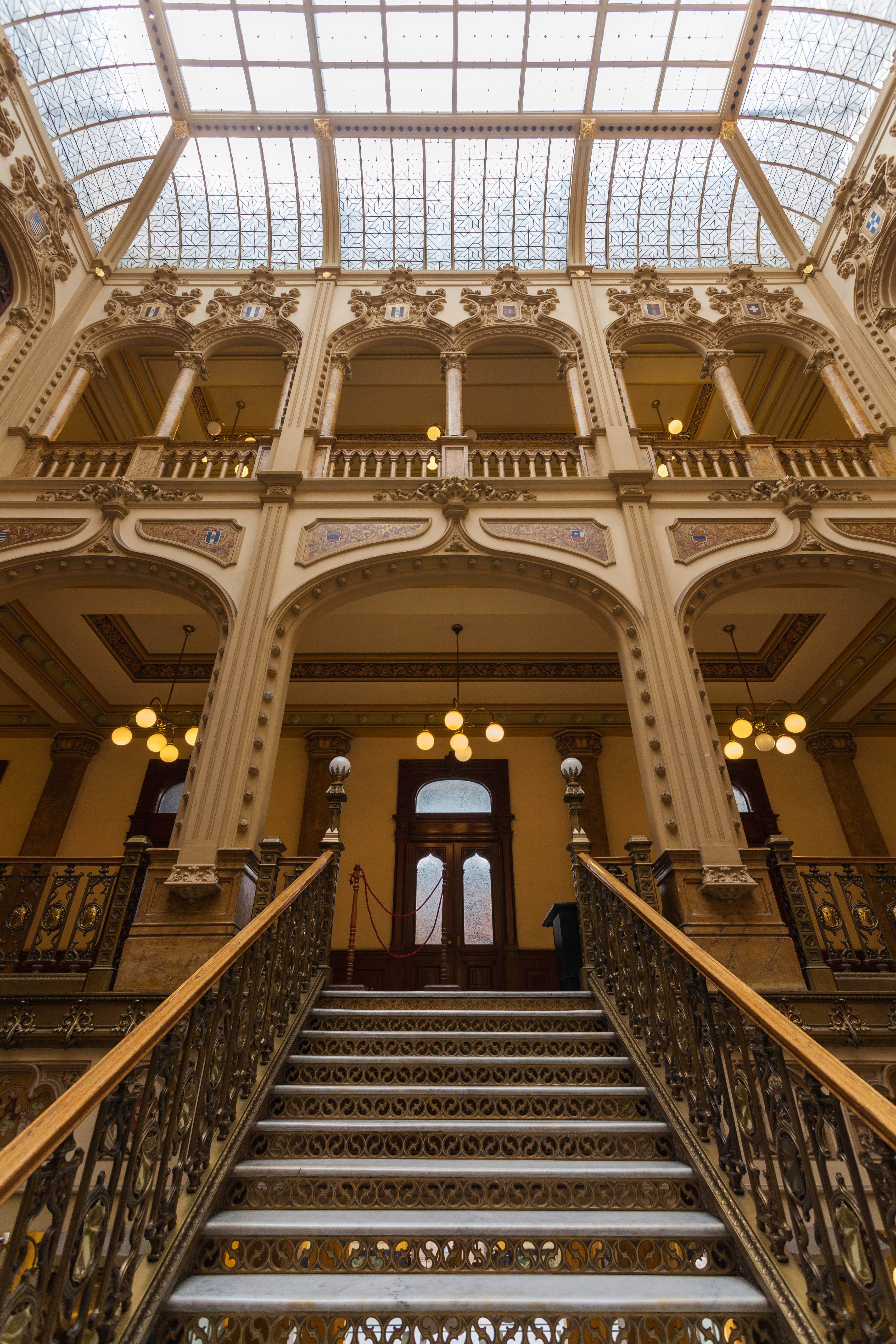
Центральная лестница

Архитектурный стиль здания весьма эклектичен, в нём выделяют модерн, неоренессанс, платереско, испанское рококо, елизаветинская готика, елизаветинское платереско-венецианская неоготика и/или смесь каждого из них. В здании также есть элементы мавританского, неоклассицизма, барокко и ар-деко. Существует также сочетание элементов дизайна из Европы и Мексики. Здание содержит украшения из мрамора, штукатурки и белого камня «кантера» из Пуэблы.
Здание имеет стальной каркас и фундамент на огромной сетке стальных балок, что позволило ему выдержать несколько землетрясений и избежать проблемы проседания, поражающей многие местные здания.
Почтовое отделение выполнено из очень светлого, почти полупрозрачного камня, называемого «чилука». Экстерьер покрыт декоративными деталям, такими как железные светильники в виде драконов и причудливо вырезанный камень вокруг окон и края крыши. Большая часть металлоконструкций вокруг окон и других элементов фасада выполнена из полированной латуни, произведенной в Италии. Примером сложной конструкции здания является то, что на каждом из этажей установлены окна разных архитектурных стилей. Единство фасада достигается благодаря повторению арок. У главного входа находится большой металлический навес, типичный для стиля модерн, модного в начале двадцатого века. Галерея на четвёртом этаже состоит из тонких соломоновых колонн и филигранного гребня, окружающего всё здание.
Внутри мраморные полы и потолки сочетаются с бронзовыми и железными оконными рамами, произведёнными во Флоренции. Центральная лестница характеризуется двумя пандусами объединёнными лестничной площадкой. Они, также, словно пересекаются выше второй площадки, после чего каждый идёт в своём направлении. В Зале заседаний находятся фрески Бартоломе Галотти, выполненные на основе из 24-каратного золота, на темы, связанные с историей письменного общения и отправки сообщений.

## Реставрация

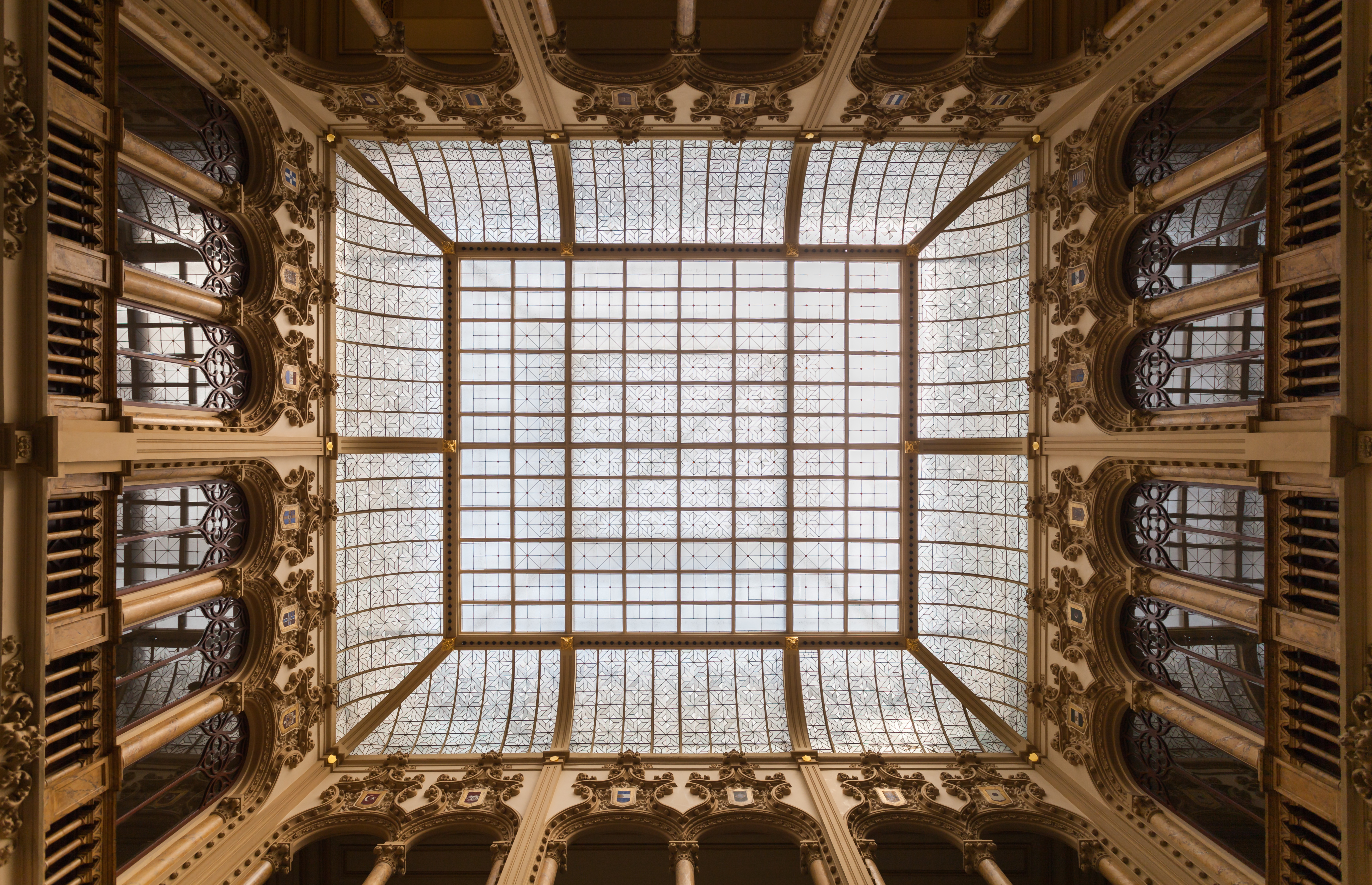
Купол лестничной клетки

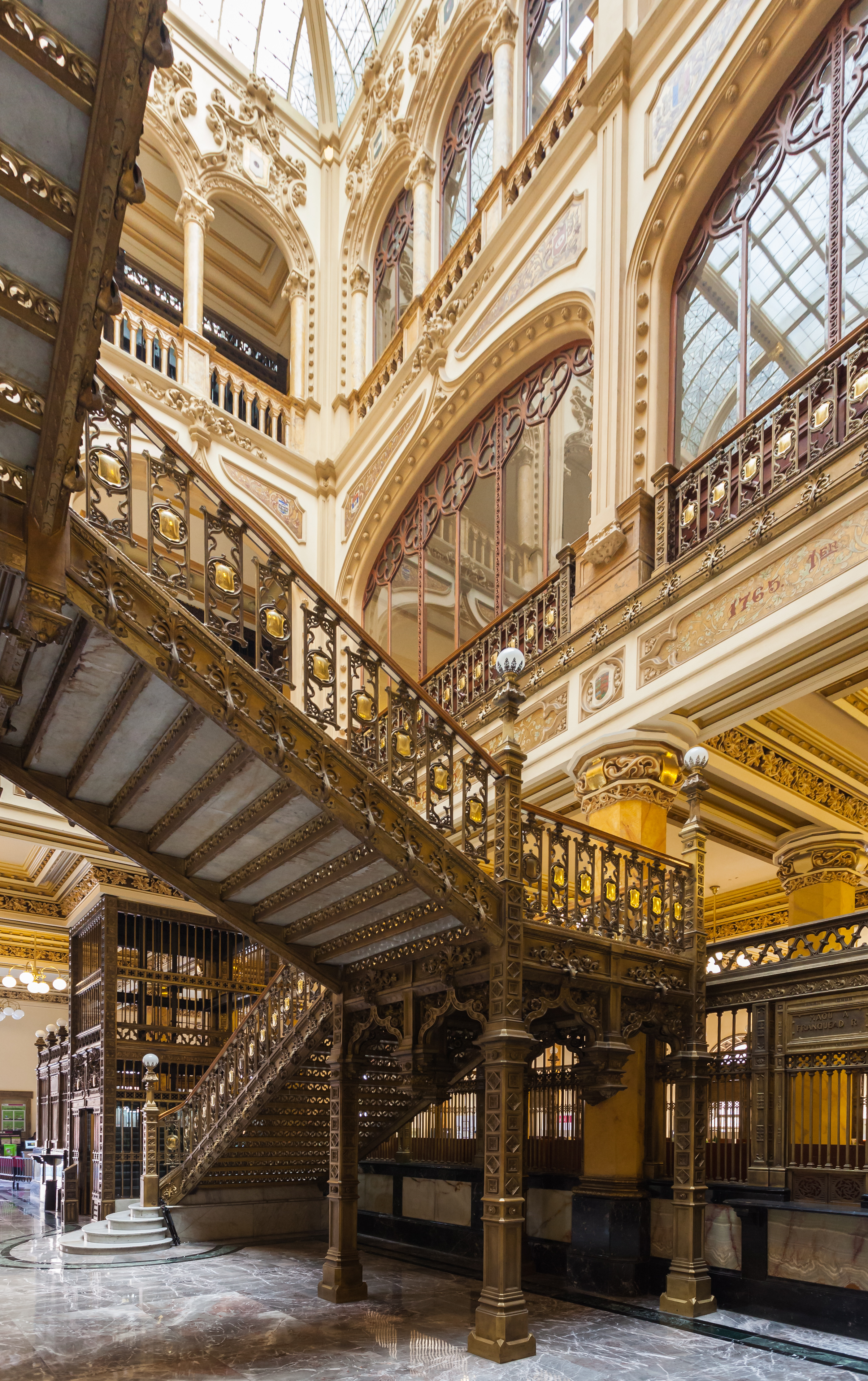
Лестницы

С 1950-х по 1980-е Банк Мексики, расположенный по соседству на улице Модеро, занимал большую часть Паласио. Банк провёл много изменений в своей части здания, построив защитные стены, крыши над открытыми террасами и т. п., что привело к значительному увеличению веса и нагрузке на стальные балки каркаса здания. Это само по себе нанесло ущерб Паласио, но когда в 1985 году на Мехико обрушилось землетрясение, ущерб стал значительно большим. Землетрясение также разрушило или повредило соседние здания, поэтому, когда начались работы по восстановлению города, Банк решил покинуть Паласио и построить поблизости новые здания для размещения своих дополнительных офисов. Из-за своей эстетической и исторической ценности 14 мая 1987 года здание Паласио Корреос было объявлено памятником архитектуры, а в 1990-х годах начались работы по его восстановленнию . Этому очень помогло значительное количество графических изображений здания, относящихся ко временам его постройки, и других документов, хранившихся в Национальном архиве. Также удалось разыскать дочь архитектора, жившую в Италии, которая пожертвовала планы и заметки отца, относившиеся к проектированию Паласио Корреос. Теперь их можно увидеть в Национальном музее архитектуры, во Дворце изящных искусств.
Реставрация началась с восстановления здания, ремонта и усиления колонн и стальных балок, повреждённых землетрясением. Затем последовало ликвидация изменений, произведённых Банком Мексики, восстановление перекрытий до их первоначального веса и конструкции. Последнее, что было сделано, это реконструкция интерьеров, значительно изменённых и с большими утратами оригинальных декоративных элементов. На этом этапе работы планы и заметки Боари оказались весьма кстати. Проект восстановления позволил также провести технологическую модернизацию оказываемых услуг.

Панорамное изображение лестницы Паласио Корреос

Панорамное изображение холла Паласио Корреос после реставрации. Справа — главный вход, слева — вход с улицы Токуба

## Музей военно-морской истории

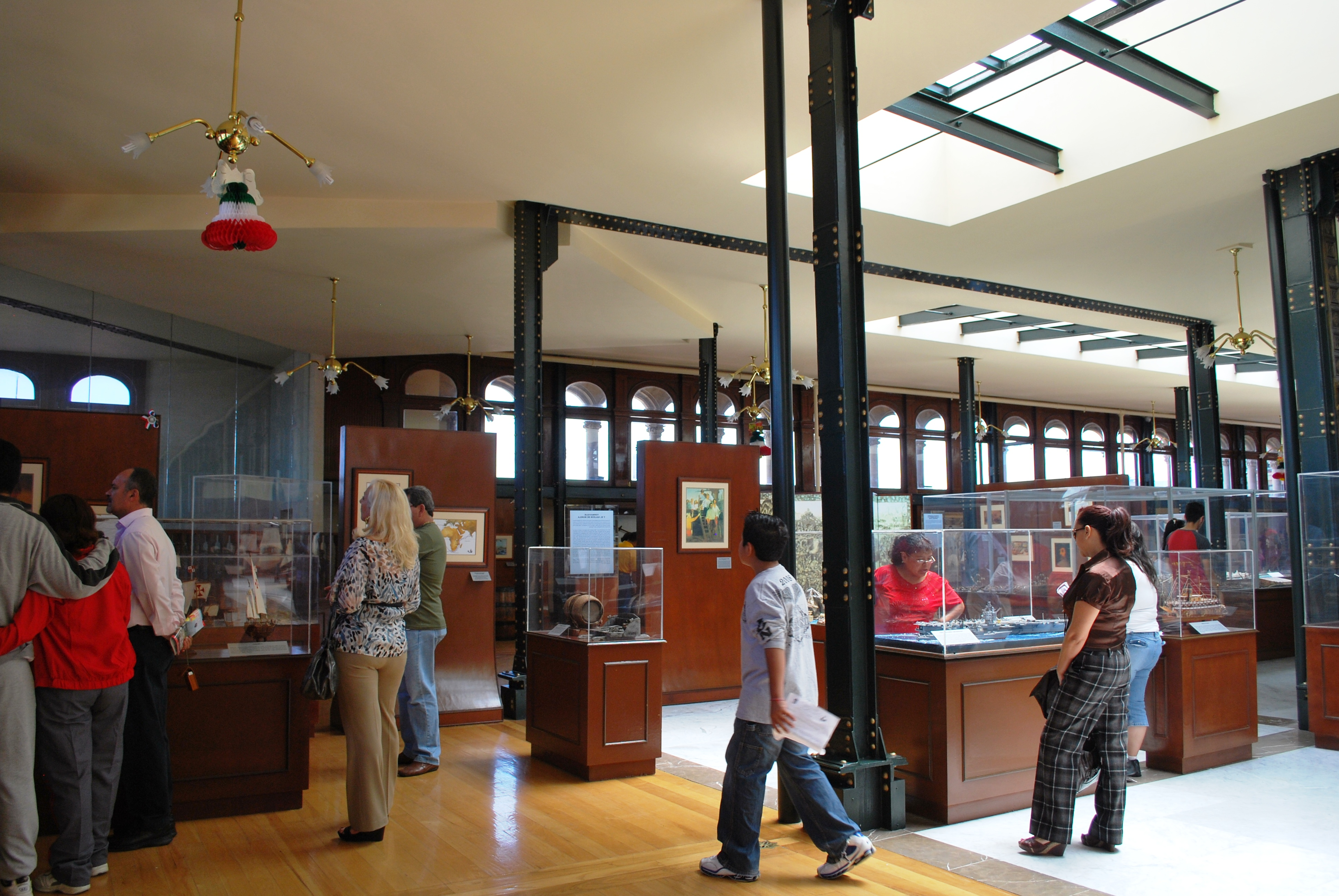
Вид этажа Военно-морского исторического музея в Мехико

Музей военно-морской истории до 2013 года размещался на четвёртом этаже Паласио Корреос, занимая площадь 1342 м². В коллекцию вошли модели, фотографии, карты и другие предметы, относящиеся к разным эпохам мореплавания в Мексике. Музей разделён на шесть отделов, обозначенных буквами от A до F, каждый из которых относится к определённой эпохе или аспекту морской истории Мексики. Раздел A посвящён истокам мореплавания как в Старом, так и в Новом Свете, вплоть до первых карт Нового Света. Раздел B посвящён морским событиям времён Новой Испании. Раздел C посвящён периоду после того, как Мексика получила независимость в 1821 году до начала XX века. Раздел D посвящён мексиканской революции 1910—1920 годов, включая битву между «Тампико» и «Герреро», а также американскую оккупацию Веракруса. Раздел E озаглавлен «Мексика Нового времени» и охватывает десятилетия между 1920 и 1970 годами, в том числе участие Мексики во Второй мировой войне. Последний раздел F, называется «Современная Мексика» и охватывает период с 1970 по 2004 года, и в нём рассматриваются последние достижения мексиканского флота и новые проекты.
Живопись представлена в основном портретами Педро Сайнса де Бранды и Боррейро, Блас Годинеса Брито, Хосе Себастьяна Хольцингера, лейтенанта Хосе Азуэта Абада, Кадете Вирджилио и Урибе Робле, а также исторических событий, таких как защита форта Сан-Хуан-де-Улуа во время французской интервенции в Мексику, бомбардировка форта Веракрус, озёрная битва во время испанского завоевания Теночтитлана, морская битва между «Тампико» и «Герреро» и гибель «Портреро дель Льяно».